# Peter Nicolai Arbo
Peter Nicolai Arbo (Gulskogen, 18 giugno 1831 – 14 ottobre 1892) è stato un pittore norvegese del periodo romantico.
Era specializzato nel rappresentare motivi e immagini storiche e mitologiche. Le sue pitture più famose sono Åsgårdsreien (1872), un motivo drammatico basato sulla leggenda della caccia selvaggia e Valchiria (1865), che raffigura una figura femminile della mitologia vichinga.

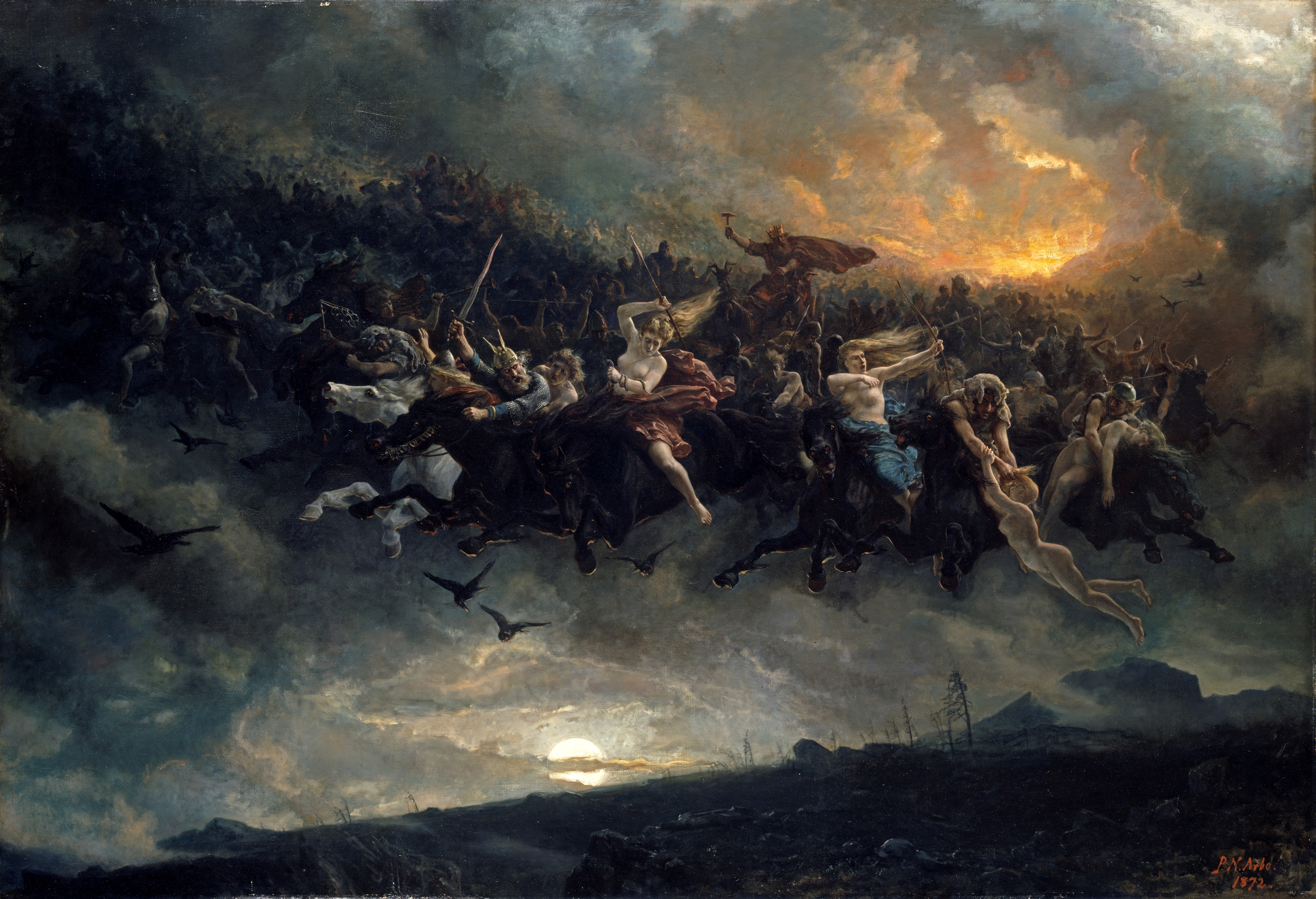
Asgårdsreien, una versione vichinga della caccia selvaggia (1872)

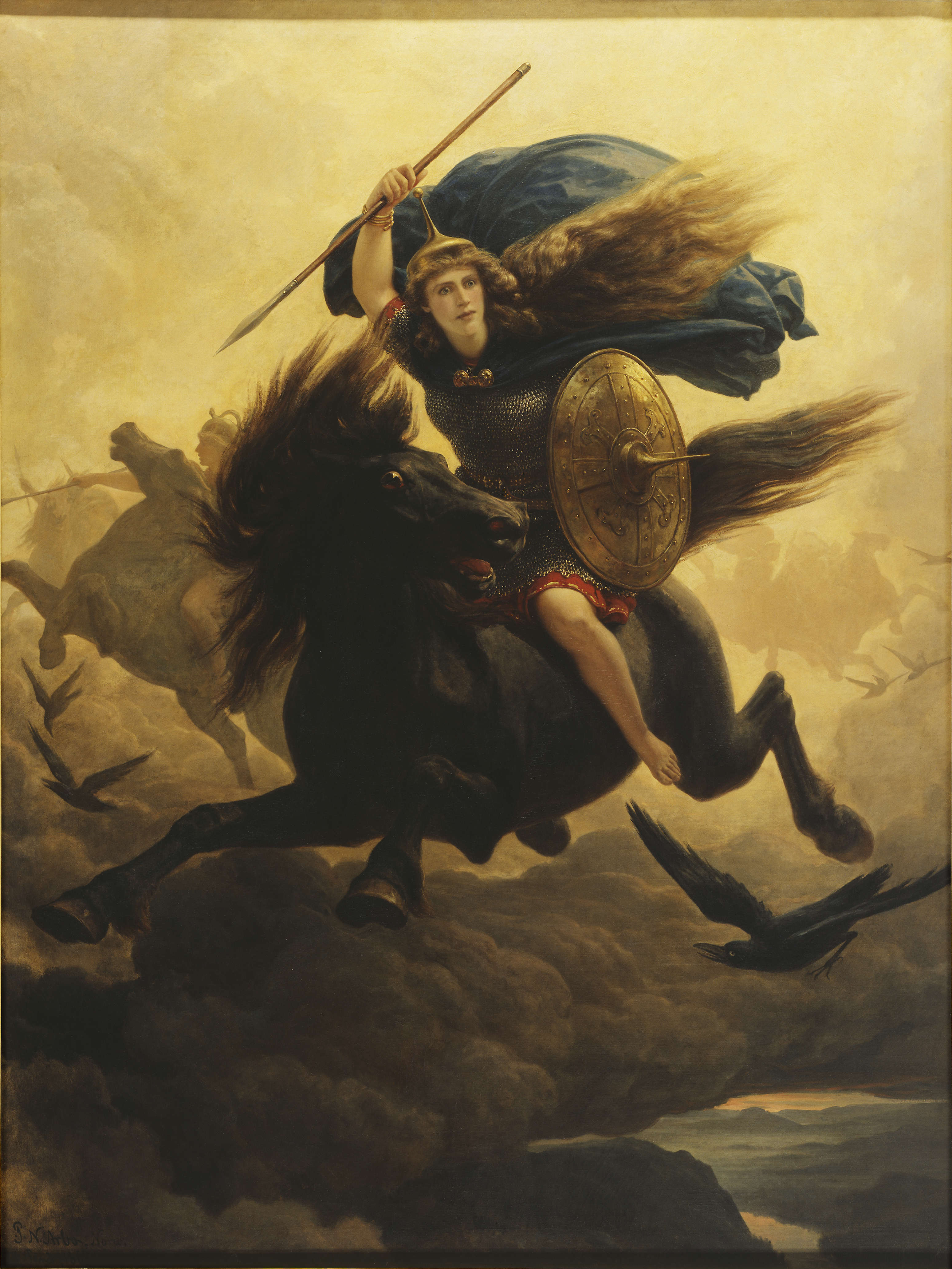
Valchiria (versione del 1864)

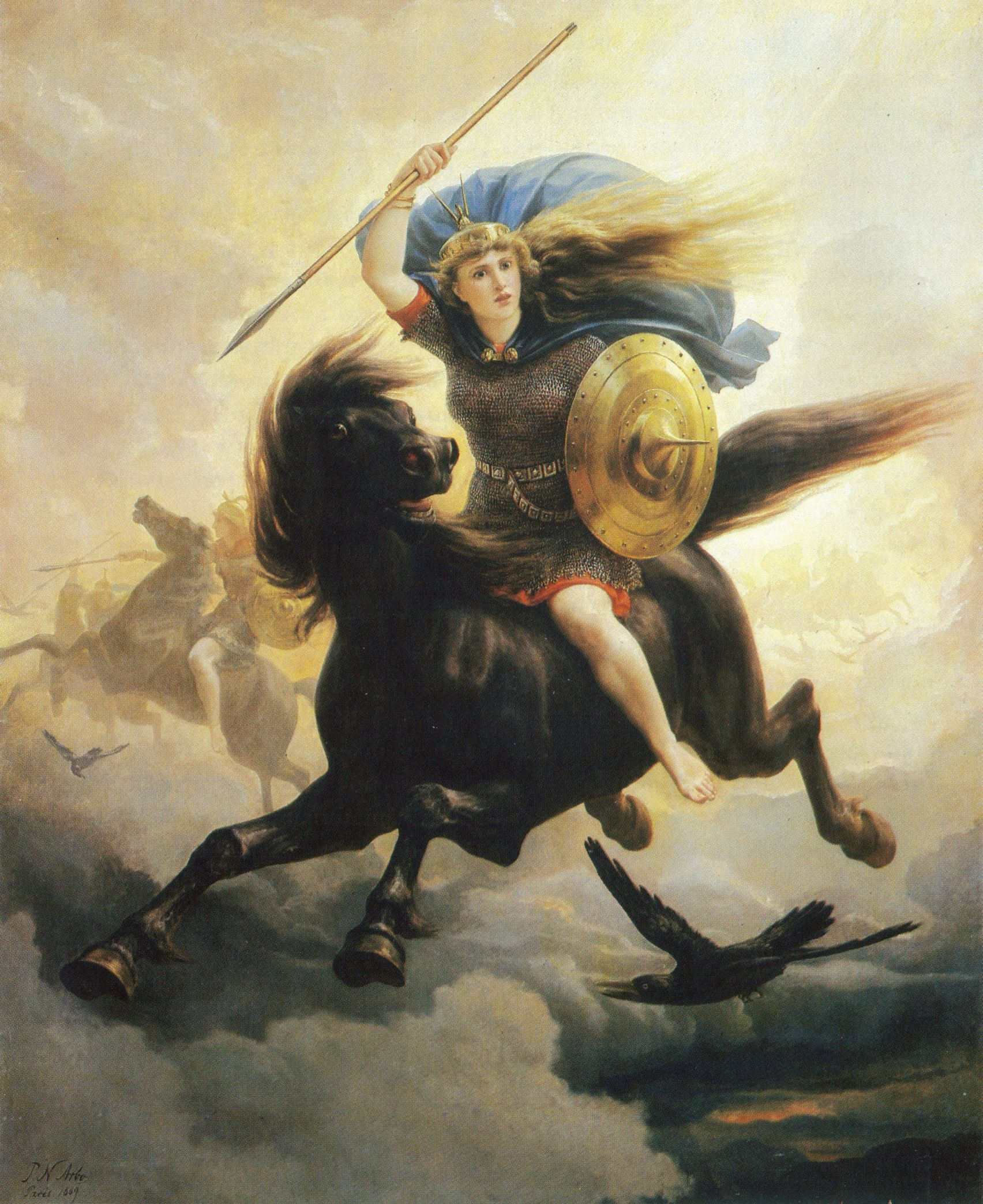
Valchiria (versione del 1869)

## Biografia
Peter Nicolai Arbo crebbe a Gulskogen Manor, a Gulskogen, un sobborgo di Drammen, in Norvegia. Era figlio del preside Christian Fredrik Arbo (1791–1868) e di sua moglie Marie Christiane von Rosen. Suo fratello Carl Oscar Eugen Arbo fu un medico militare e un pioniere degli studi antropologici norvegesi. La casa d'infanzia di Arbo, Gulskogen, fu costruita nel 1804, come residenza estiva per suo cugino maggiore, il mercante di legname e industriale Peter Nicolai Arbo.
Arbo iniziò la sua educazione artistica frequentando per un anno la Scuola d'arte, gestita da Frederik Ferdinand Helsted (1809–1875), a Copenaghen nel 1851-1852. Dopodiché studiò all'accademia d'arte di Düsseldorf. Dal 1853 al 1855 studiò sotto Karl Ferdinand Sohn, professore e poi presidente della Kunstakademie Düsseldorf, e dal 1857-1858 sotto J. E. Hünthen, che era un pittore specializzato in battaglie e animali. A Düsseldorf fu per qualche tempo uno studente privato del pittore storico C. Mengelberg. Ebbe contatti con Adolph Tidemand e divenne buon amico di Hans Gude, entrambi i quali erano professori all'accademia d'arte di Düsseldorf. Arbo è associato alla Scuola di pittura di Düsseldorf.
Nel 1861 Arbo ritornò in Norvegia e l'anno seguente andò in un viaggio di studio insieme a Gude e a Frederik Collett. Nel 1863 dipinse la prima versione di Branco di cavalli in alta montagna, un motivo che in seguito riprese varie volte. La versione del 1889 si trova nel Museo nazionale di arte, architettura e disegno (norvegese: Nasjonalmuseet for kunst, arkitektur og design) di Oslo ed è considerata una delle più importanti delle sue opere.
Nel 1866 fu nominato Cavaliere dell'Ordine reale norvegese di Sant'Olav e Cavaliere dell'Ordine di Vasa. Ricoprì numerosi incarichi, compreso quello di giurato, a Stoccolma nel 1866 e a Filadelfia nel 1876, e fu commissario dell'esposizione del dipartimento d'arte viennese nel 1873. Fu anche membro della Società della Galleria nazionale dal 1875 e direttore della Società d'arte Christiania (Oslo), dal 1882 fino alla sua morte.

## Drammens Museum
Il Museo di Drammen (norvegese: Drammens museum for kunst og kulturhistorie, Museo di arte e storia culturale di Drammen) si trova nel cuore di Drammen, sulla riva meridionale del fiume Drammen. Nei primi anni questa era una zona di eleganti case di campagna sulla magnifica proprietà fondiaria nota come Marienlyst. Le esposizioni del museo includono oggetti del passato storico e cultuale della Norvegia. Il Museo di Drammen è costituito da cinque dipartimenti, incluso Gulskogen Manor, la casa d'infanzia di Arbo. Nelle molte belle stanze di Gulskogen Manor, si trovano opere del pittore.

## Galleria d'immagini

Dipinti di Peter Nicolai Arbo
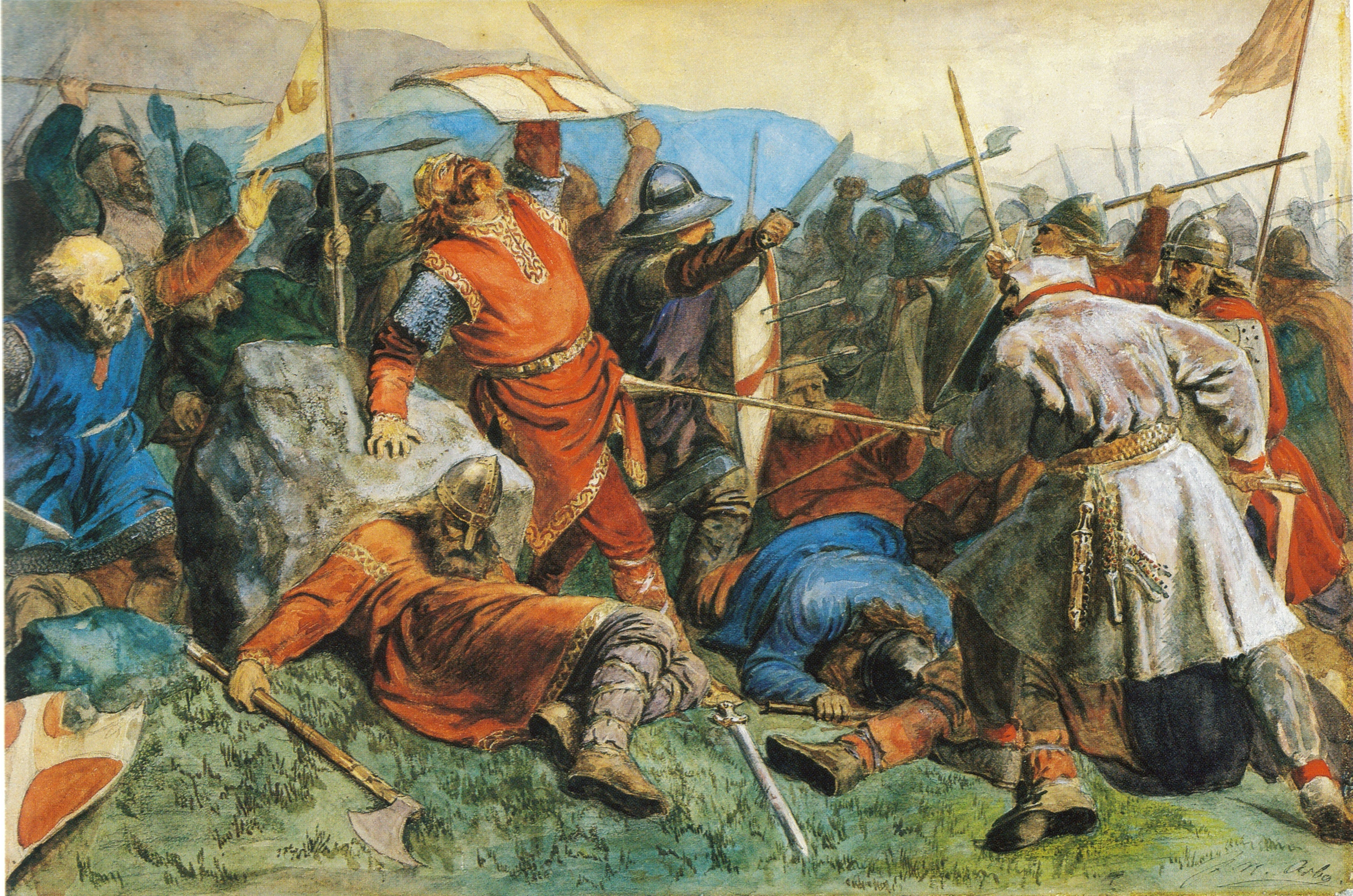
Sant'Olav alla battaglia di Stiklestad (1859)
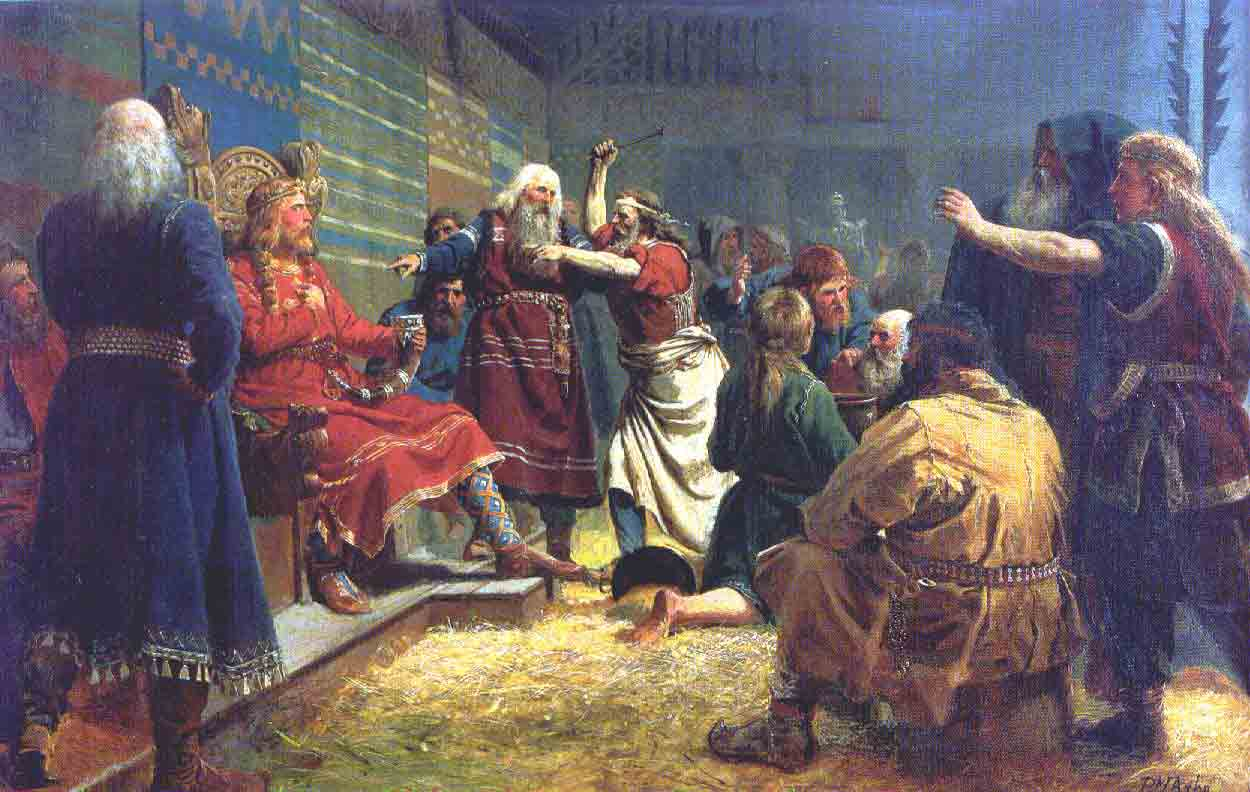
Håkon il Buono (1860)
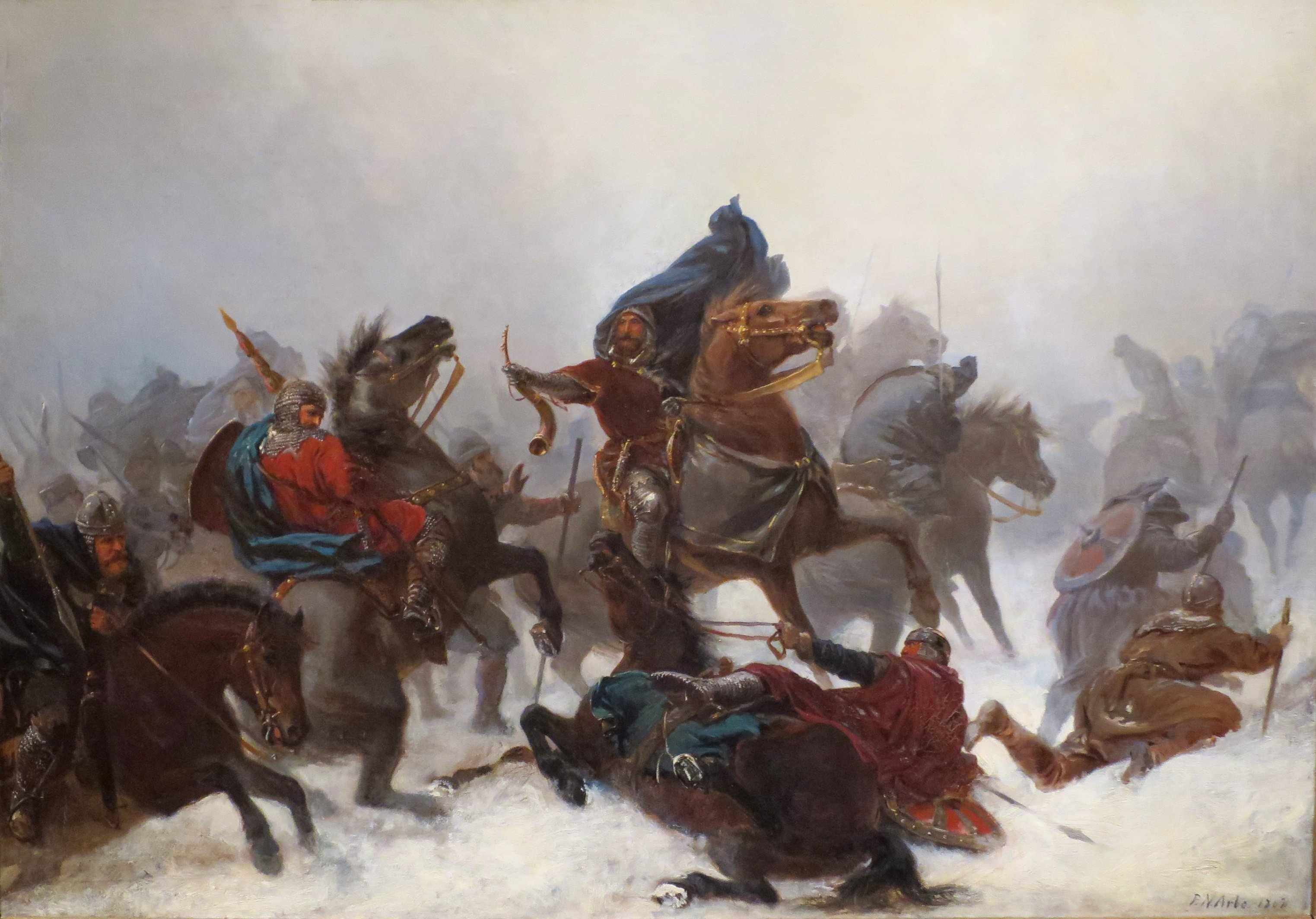
Kong Sverres tog over Vossefjellene (1861)
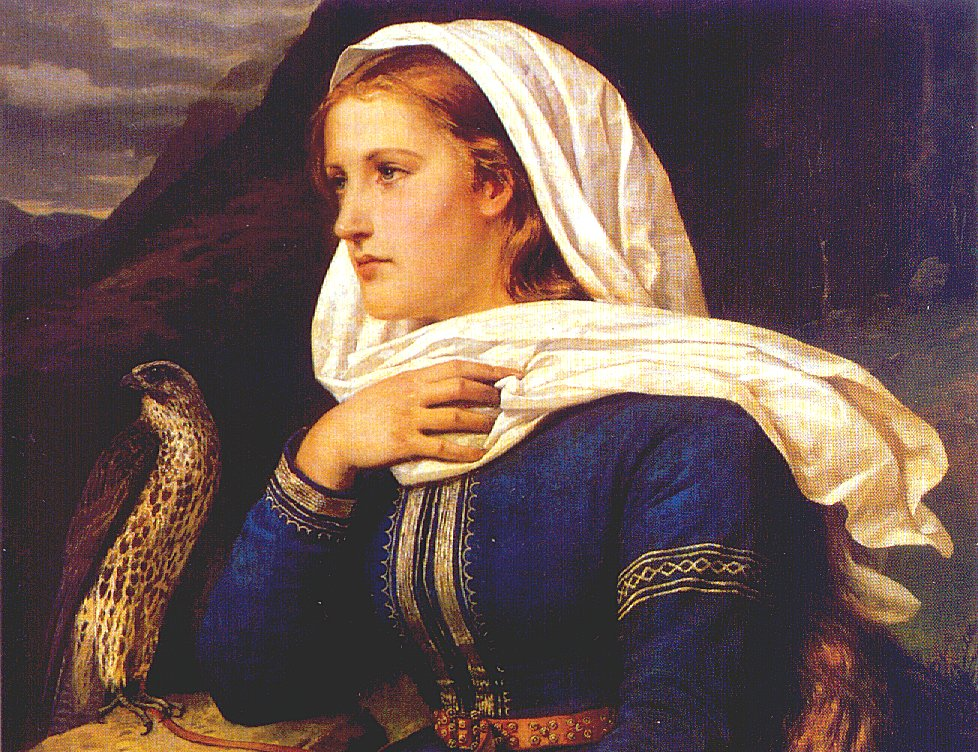
Ingeborg, Frithjofs elskede (1868)
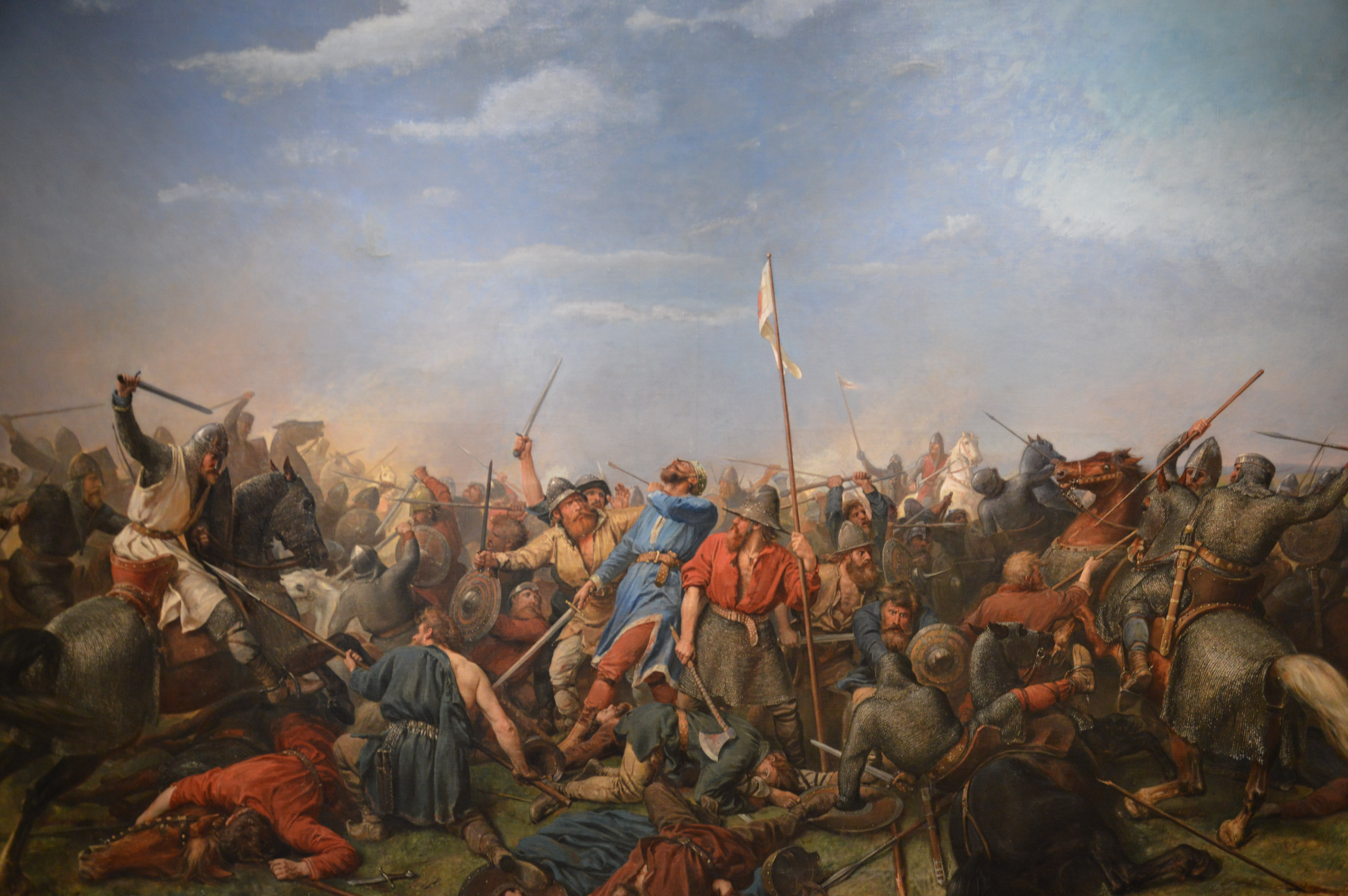
Battaglia di Stamford Bridge (1870)
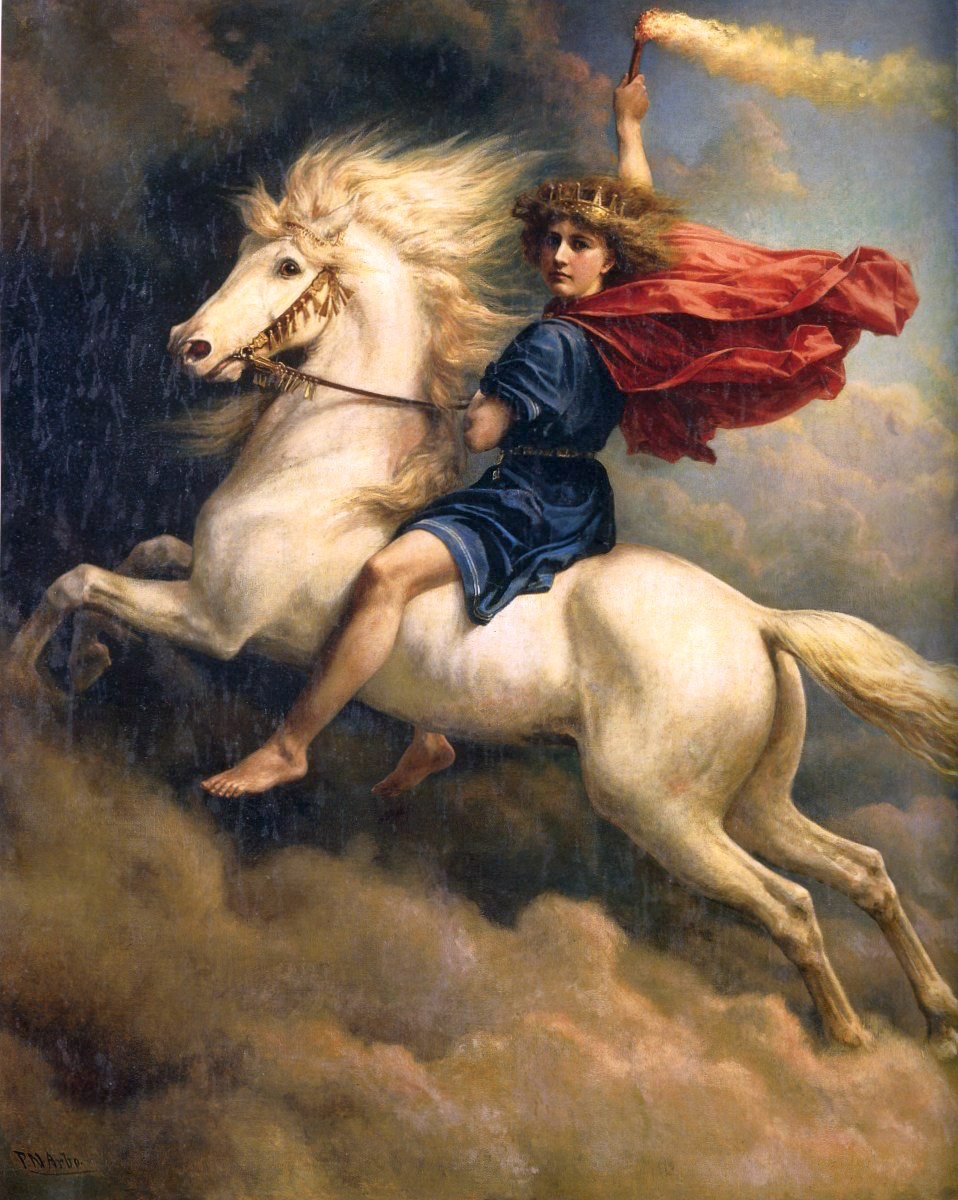
Dagr (1874)
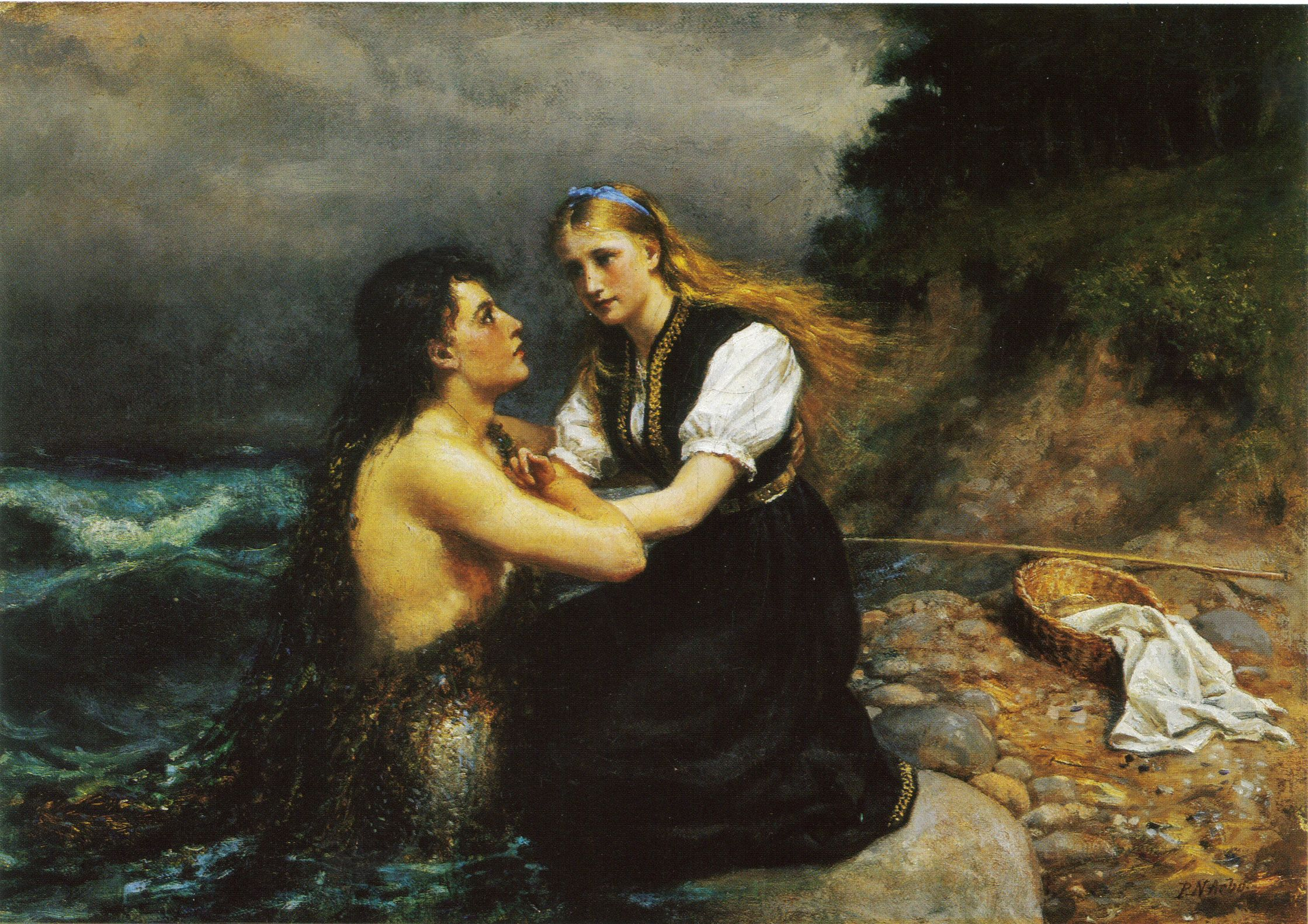
Liden Gunvor og Havmanden (1874-1880)
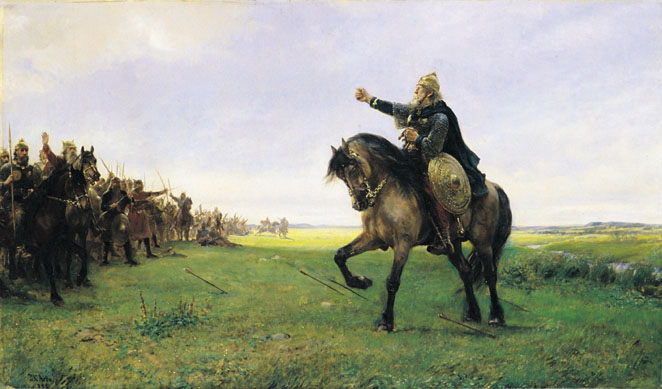
Gizur sfida gli Unni (1886)